# Lakringen
De Lakringen, ook wel Taifalen genoemd, behoorden tot het stamverband van de Vandalen. Vanaf ongeveer halverwege de tweede eeuw werd dit Oost-Germaanse volk onderscheiden in drie takken, nl. de Asdingen, de Lakringen en de Silingen.
De Lakringen stonden bekend als zeer krijgszuchtig. In 248/249 keerden zij na een plundertocht niet meer terug naar hun vestigingsgebied in Noord-Zevenburgen. Ze verdwenen helemaal uit de geschiedenis.